# آرنجو وانک
آرجنو وانک (ارمنی: Առնջուց վանք؛ انگلیسی: Arnjuts Vank) یک صومعه متعلق به کلیسای حواری ارمنی واقع در شهر آرینج، استان کوتایک ارمنستان می‌باشد. ساخت و ساز این ساختمان در سال میلادی؛ به پایان رسید. این بنا به سبک معماری ارمنی طراحی شده است.